# 自動運転バス (ウィーン)

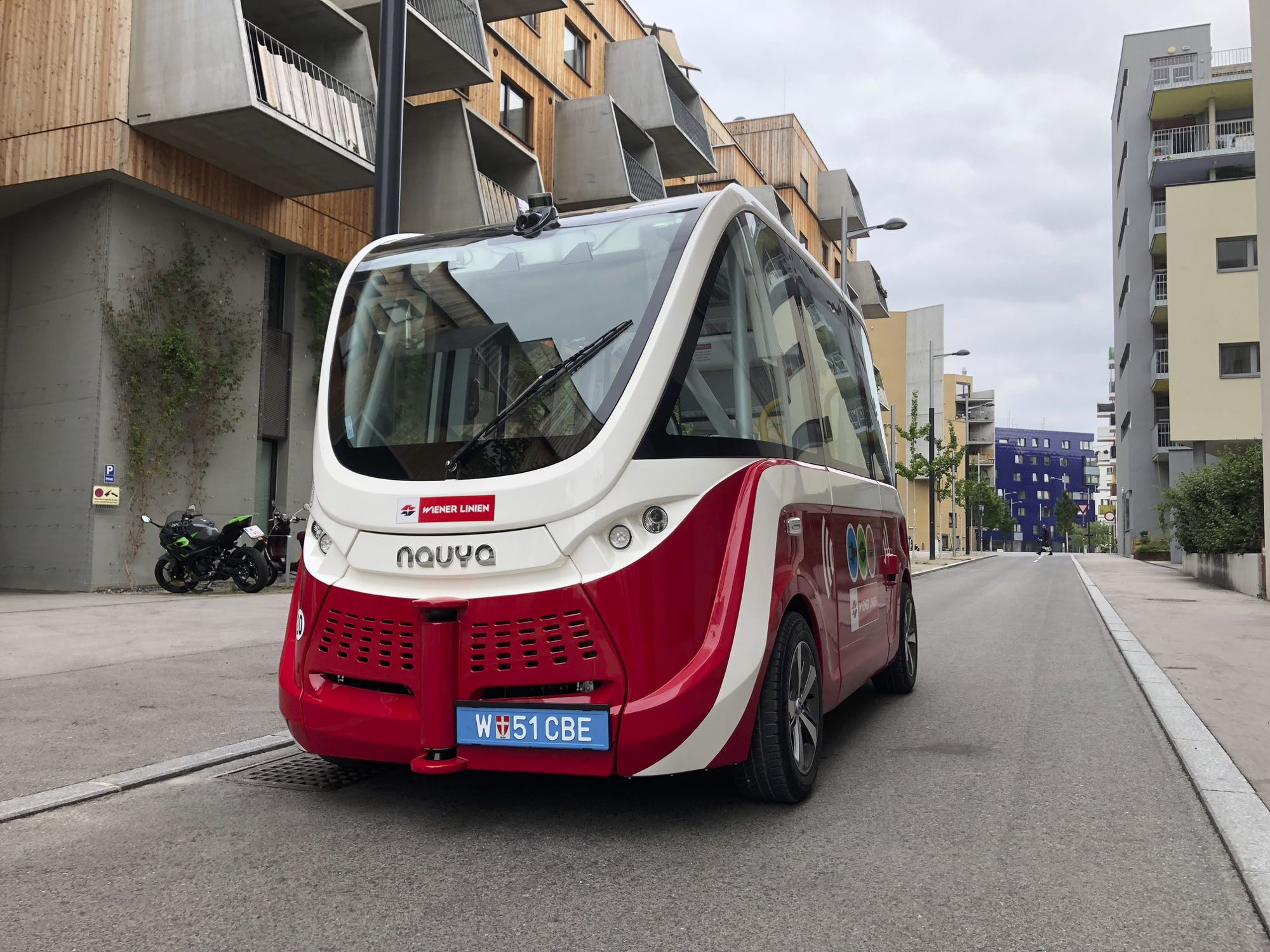
auto.Bus-Seestadt の車両

自動運転バス(auto.Bus - Seestadt)とは、ウィーンのゼーシュタット・アスパーンに行われた２台の自動運転ミニバスによる自動運転実験である。

## 車両について
フランスNavya会社に出産された車両は一台あたりに座席10個があり、ベビーカー用置き場も備えている。実験運行中の速度は20キロに限定されており、GPS、レーザースキャニングなどの技術を使って自動運転ができる。バスが行くべきルートからあまりに離れた場合に備えて自動停止装置も設置された。ビル、歩道、他の車に近づき過ぎたら、自動停止が行われ、オペレーターと呼ばれる人にリモートで操作されることになる。

## 運行
「auto.Bus - Seestadt」というプロジェクト名を持った通行実験は、ウィーン交通機関会社Wiener Linienにより出発させられ、AIT、シーメンス、TÜV Austria、KFVとNavya会社の協力のもとで、ウィーンのゼーシュタット・アスパーン区で2019年6月ー2021年6月まで行われた。

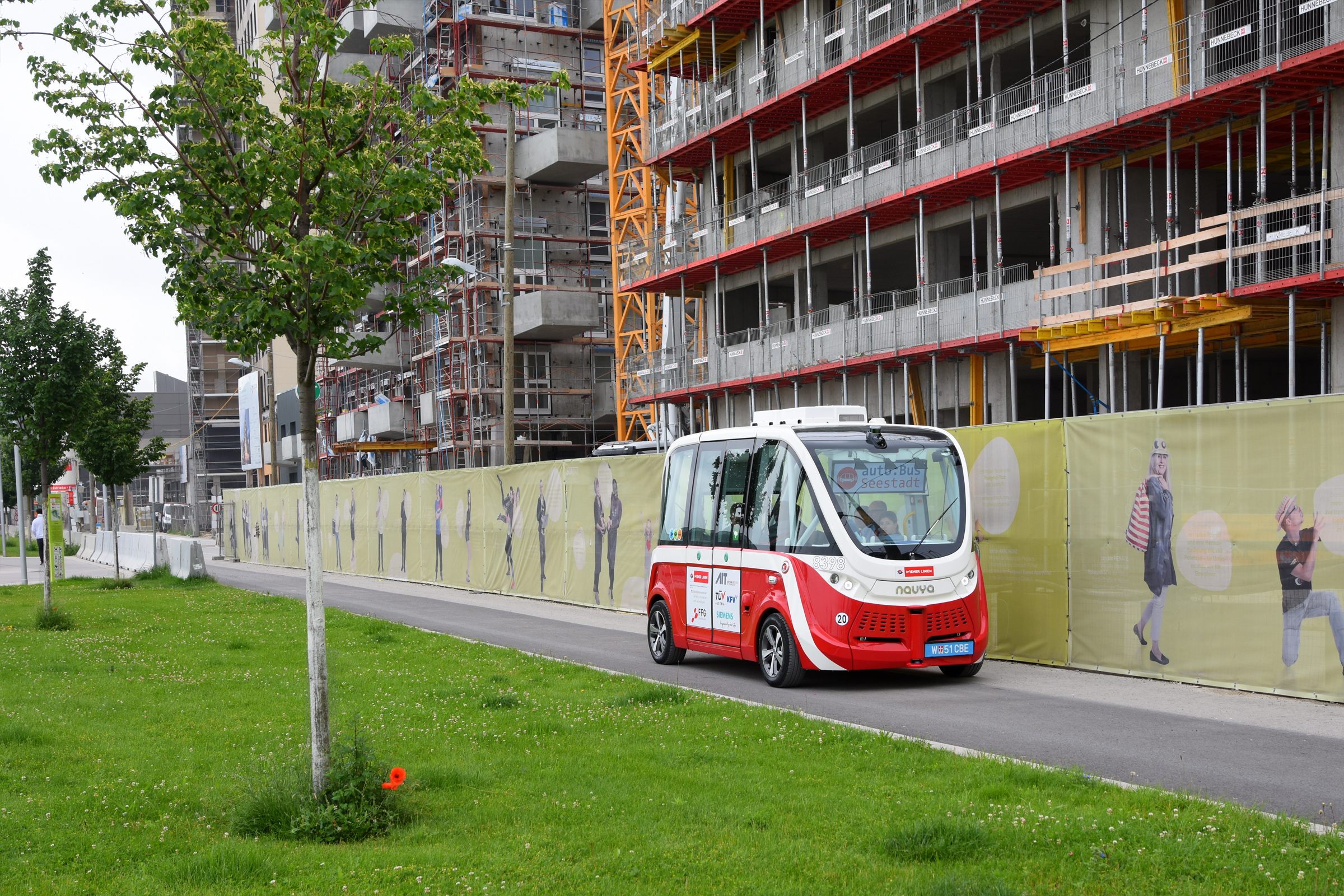
ヤニス＝ヨプリン＝プロムナーデ通りにてのNavya 8398号

実験中のルートは、地下鉄２番線Seestadt駅から、Seeseiten, Susanne-Schmida-Gasse, Schenk-Danzinger-Gasse, Maria-Tusch-Straße, FeelGood Apartmentsまで６つのバス停を通った。定期的なスケジュールはなかったが、交通機関の公式サイトにはバスの位置情報がリアルタイムで表示された。実験の期間は乗車が無料だった。
安全保護のため、必要とされた場合に介入できる車掌が常にバスに乗っていた。

## 結果とインサイト
ドナウシュタット区にての通行実験は2021年6月に終了となった。
実験の主なインサイトとしては、技術にはまだ欠点が残っていることや、改善の必要性という２つのポイントが挙げられる。
特に、天気が悪いとき (強風、雪、豪雨や霧など)、自動運転からマニュアル運転になったことが何回もあった。

## 交通事故
2019年７月18日、通行中だった女性ひとりがバスの片方にぶつかり、軽傷を負った。目撃者の情報により、女性がイアフォンをつけてスマホを見つめながら通行していたとされる。ウィーン交通機関は事件の解決まで実験を中止し、事故を記録したデータを製造業者に引き渡した。分析の結果、バスは正しく反応していたため、技術的な調整の必要はないことが示された。同年7月23日に営業を再開した。